# Corinna major
Corinna major is een spinnensoort uit de familie van de loopspinnen (Corinnidae).
De wetenschappelijke naam van de soort werd in 1922 gepubliceerd door Lucien Berland.